# Zygodon rupestris
Zygodon rupestris là một loài Rêu trong họ Orthotrichaceae. Loài này được Schimp. ex Lorentz miêu tả khoa học đầu tiên năm 1865.

## Hình ảnh

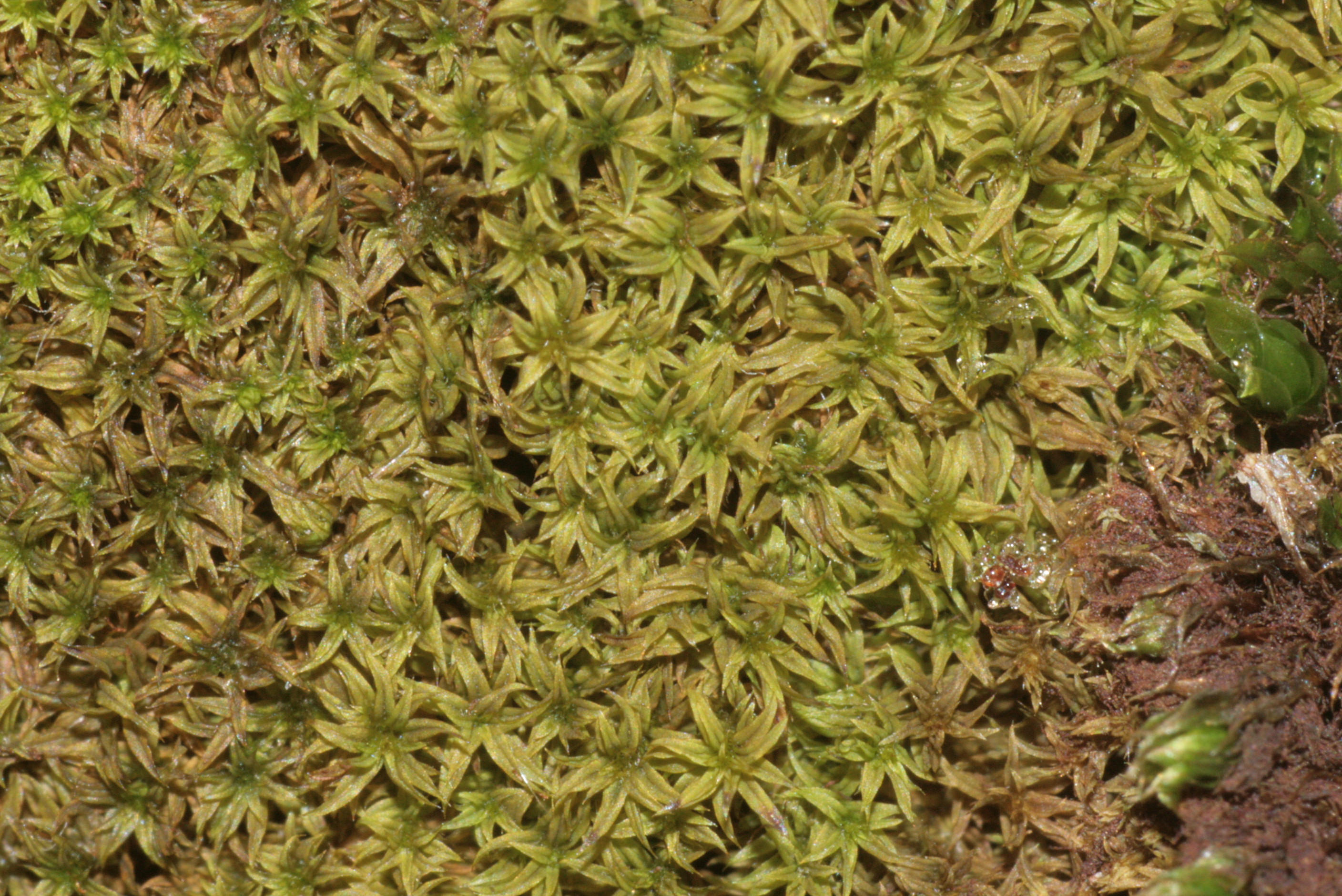
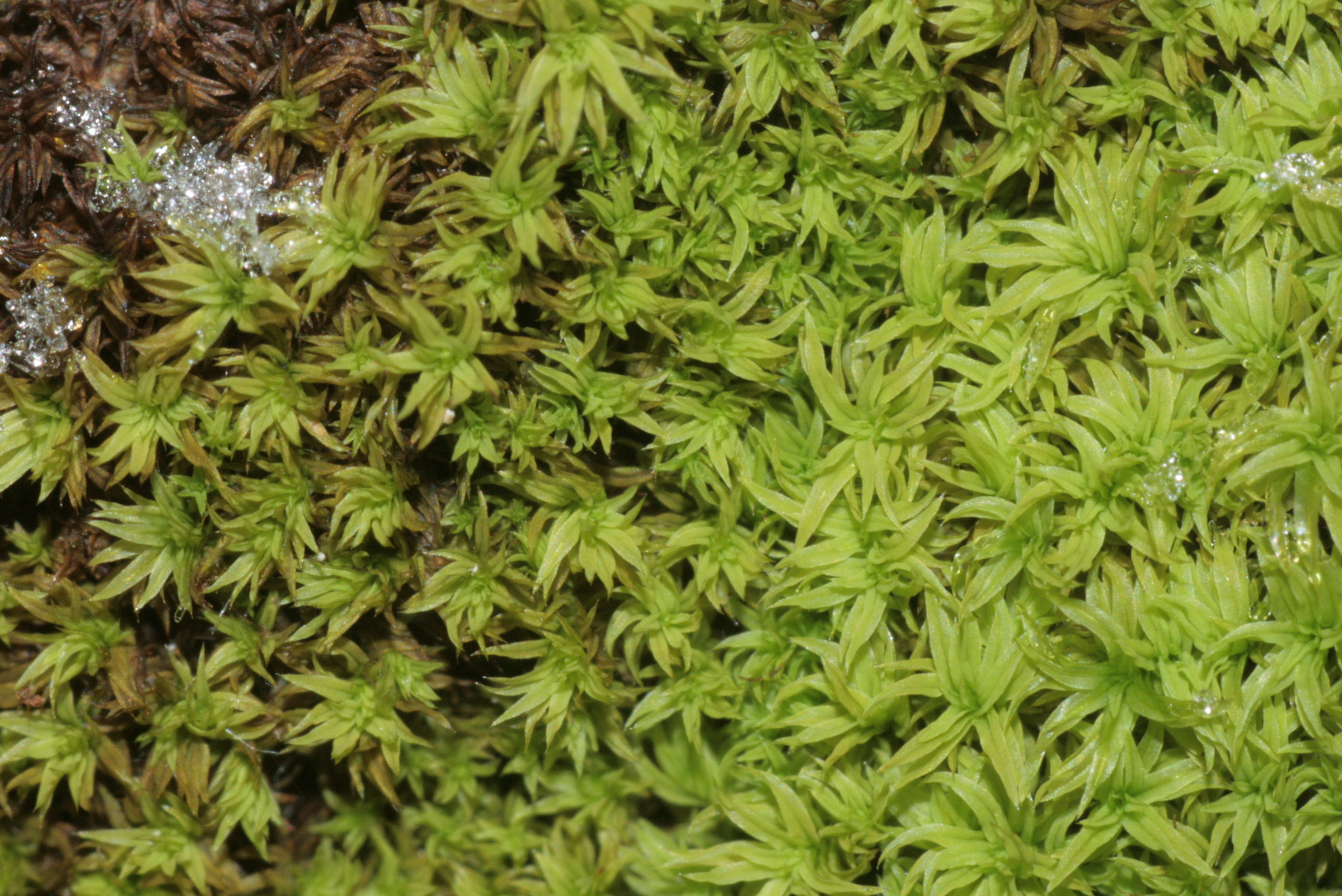
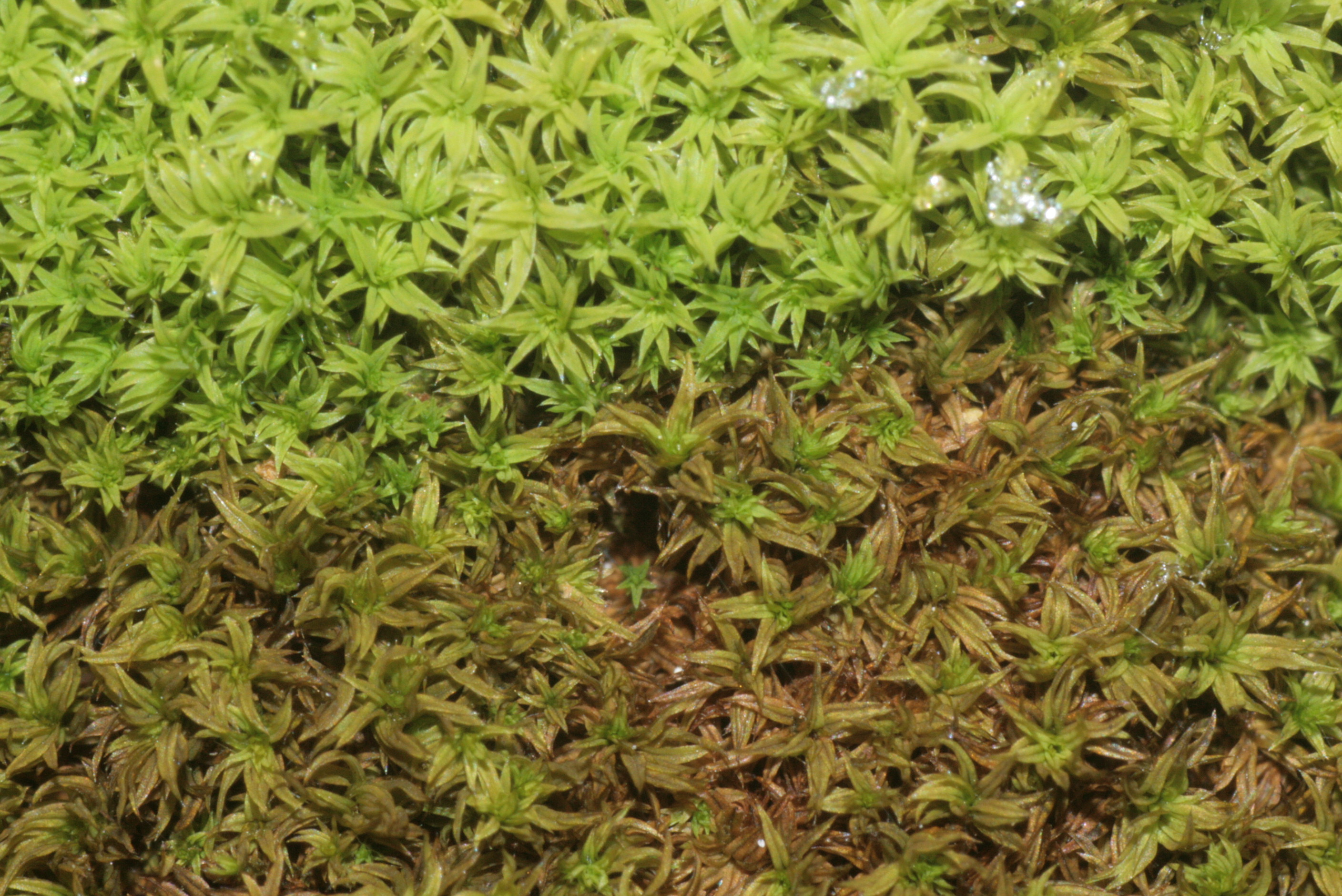
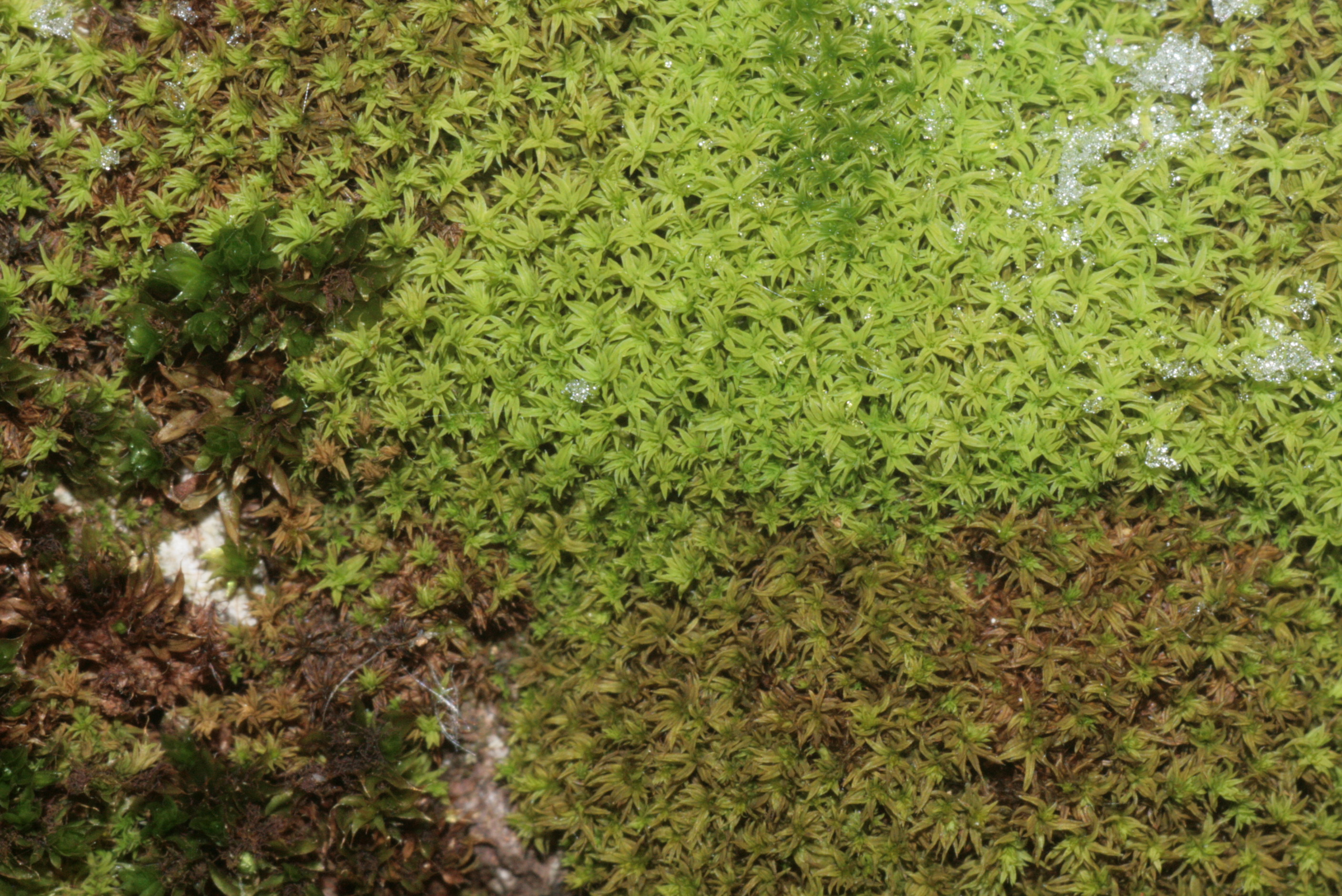